# Commelina undulata
Commelina undulata är en himmelsblomsväxtart som beskrevs av Robert Brown. Commelina undulata ingår i släktet himmelsblommor, och familjen himmelsblomsväxter. Inga underarter finns listade.